# Lake Waramaug
Lake Waramaug ist ein See von 280 ha (680 acre) Fläche auf dem Gebiet der Gemeinden Warren und Washington im Litchfield County des US-Bundesstaates Connecticut,. Er liegt etwa  39 km nördlich von Danbury.

## Namen
Der See erhielt seinen Namen von einem Indianerhäuptling vom Stamm der Wyantenock. Sachem Waramaug nutzte mit seiner Sippe die Umgebung von Lake Waramaug als Winterquartier.

## Beschreibung
Der See ist natürlichen Ursprungs, sein Wasserspiegel wurde jedoch durch einen niedrigen Beton- und Steindamm angestaut. Die Oberfläche des Sees nimmt etwa 2,8 km² ein. An seiner tiefsten Stelle ist er 12 m (40 ft) tief, bei einer durchschnittlichen Wassertiefe von 7 m (22 ft), sein Fassungsvermögen umfasst ca. 18.000.000 m³. Gespeist wird er vom Sucker Brook (Lake Waramaug Brook), vielen kleinen Quellbächen und Grundwasser, das an Quellen im Seegrund austritt. Der See entwässert südlich in den East Aspetuck River.
Der Seegrund besteht zum Großen Teil aus Kies und Felsen, an ebenen Stellen hat sich Sand und Schlick abgelagert. Das Einzugsgebiet umfasst ca. 37 km² (14,4 square miles). Der überwiegende Teil dieses Gebietes ist bewaldet. Die Region ist dünn besiedelt.
Auch am Seeufer befinden sich nicht allzu viele Gebäude, nur einige Sommerhäuser, Bootshäuser und ein paar Geschäfte. Öffentlichen Zugang zum See erhält man nur im Lake Waramaug State Park am Nordwestende des Sees.

## Flora und Fauna
1987 wurde eine Bestandsaufnahme des Sees veröffentlicht. Zu dieser Zeit war die Vegetation relativ gering. Nur entlang des Ufers und an einigen seichteren Stellen fanden sich nennenswerte Bestände von Wasserpflanzen. Darunter Robbins pondweed (Robbins Laikraut, Potamogeton robbinsii), Hornkraut (coontail, Ceratophyllum demersum), Seerosen (white-water lily, Nymphaea odorata), Pfeilkraut (narrow-leaved arrowhead, Sagittaria graminea), Teichrosen (yellow-pond lily, Nuphar variegatum), Sumpfbinsen (spike rush, Eleocharis sp.), Nixenkraut (bushy pondweed, Najas flexilis), Breitblättriges Laikraut (leafy pondweed, Potamogeton foliosus) und Gras-Laichkraut (pondweed, Potamogeton gramineus).
Fischarten sind Forellenbarsch, Schwarzbarsch und Sonnenbarsche (calico bass), sowie Amerikanischer Seesaibling,  Regenbogenforelle, Yellow und White Perch (Morone americana); Kettenhecht, Alewives (Alosa pseudoharengus) und Bullhead catfish (Ameiurus).

## Regelungen
Von 2004  bis 2008 wurden einige Verbesserung für Anlieger und Bootfahrer geschaffen. Die Zahl der ortsfremden Boote wurde auf 20 pro Tag beschränkt, Boote müssen vor dem Zuwasserlassen müssen etwaige mitgebrachte Pflanzenarten inspiziert werden. 2008 wurde eine neue Bootsrampe in Betrieb genommen. 2010 vollendete die Gemeinde Washington zusätzlich umfangreiche Verschönerungsarbeiten am ehemals unzugänglichen Gemeindestrand. Dieser Strand ist nur Einwohnern von Washington und ihren Gästen zugänglich.

## Populärkultur
Lake Waramaug ist ein Song der goth/Synth Rockband Deadsy. Das Lied erschien 2002 auf dem Album Commencement.